# Gerlach en Ely Instructieontwerpmodel

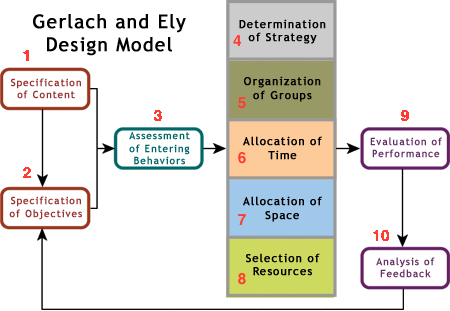
Gerlach en Ely Model

Het model van Gerlach en Ely benadrukt het cyclische karakter van instructieontwerp.
De auteurs wilden een model ontwerpen dat elk onderdeel van het onderwijs- en leerproces verklaart en tegelijkertijd de relatie tussen media en instructie onderzoekt. Het model bestaat uit tien elementen en is ontwikkeld voor leraren die zowel onderwijs ontwerpen als verzorgen. Het model is duidelijk gedefinieerd en gemakkelijk te begrijpen.

## De ontwerpers van het model
Het instructieontwerpmodel van Gerlach en Ely werd ontwikkeld door Vernon S. Gerlach en Donald P. Ely (1930 – 2014). Gerlach is een Amerikaanse docent en schrijver die boeken schreef en mede schreef op het gebied van onderwijs. Dr. Ely was een Amerikaanse hoogleraar en directeur van ERIC Clearinghouse op het gebied van informatie en technologie aan de Universiteit van Syracuse. Dr. Ely publiceerde en was medeauteur van diverse tijdschriftartikelen en boeken en richtte de ERIC Clearinghouse op het gebied van informatie en technologie op. Als docent was hij een voorstander van instructietechnologie. Gerlach en Ely waren medeauteurs van Teaching and the media, A systematic Approach (1971), waarin ze het Gerlach en Ely Instructional Design-model introduceerden. 

## Overzicht van het model
Het model kan worden beschreven als een mix van lineaire en gelijktijdige activiteiten die verschillende stappen bevat die als gelijktijdig worden gezien.
In het onderwijs is het model geschikt voor het basis-, voortgezet en hoger onderwijs en kan het worden geïmplementeerd met de beperkte middelen die leraren tot hun beschikking hebben. Het model is het meest geschikt voor instructieplanning en -ontwerp waarbij doelstellingen en inhoud vooraf zijn vastgelegd. Doelstellingen en inhoud zijn op elkaar afgestemd en vormen het uitgangspunt voor de instructie. Het model bevat strategieën voor het selecteren en opnemen van multimedia tijdens de instructie. Het is een van de weinige modellen die rekening houdt met de inhoudelijke gerichtheid van veel docenten. Op het gebied van onderwijs heeft dit model ‘de tand des tijds doorstaan en de leraar nog steeds goed van dienst geweest’.

### Stappen in het model
Stap een
- Specificatie van inhoud
- Specificatie van doelstellingen

Stap twee
- Beoordeling van instapgedrag

Stap drie
- Bepaling van de strategie
- Organisatie van groepen
- Toewijzing van tijd
- Toewijzing van ruimte
- Selectie van bronnen

Stap vier
- Evaluatie van prestaties

Stap vijf
- Analyse van feedback

#### Stap een
De eerste taak van het instructieontwerpmodel van Gerlach en Ely is het specificeren van de inhoud en de doelstellingen. Dit gebeurt gelijktijdig, omdat zowel de inhoud als de doelstellingen met elkaar interacteren. Het is van essentieel belang dat de docent de reden aangeeft waarom de specifieke leerstof wordt onderwezen en via welk medium de leerstof zal worden gebruikt om de doelstellingen te bereiken. De docent is verantwoordelijk voor het selecteren van het te onderwijzen vak en het bepalen wanneer dit moet gebeuren. 
De inhoud wordt geselecteerd uit het curriculum. De leraar houdt ook rekening met de richtlijnen van de staat/plaatselijke overheid, persoonlijke ervaringen, doelen of voorkeuren van de begeleider.  De doelstellingen moeten meetbaar zijn en worden beschreven als specifieke vaardigheden die leerlingen onder specifieke omstandigheden en in specifieke tijd moeten kunnen ontwikkelen.

#### Stap twee
De tweede stap is het beoordelen van het instapgedrag. In deze fase moet de docent vaststellen welke vaardigheden de leerlingen al hebben en welke voorkennis ze nodig hebben. Gerlach en Ely (1980) legden uit dat de leraar de vraag moet stellen: "In hoeverre heeft de student de termen, concepten en vaardigheden geleerd die deel uitmaken van de cursus?" :13De docent kan de beginkennis van elke leerling vaststellen door gebruik te maken van verschillende methoden (bijvoorbeeld door het geven van een 'pretes'). Gerlach en Ely waren voorstanders van pretests; zij geloofden dat leraren de inhoud in eenheden moesten opsplitsen en de leerlingen aan het begin van elke eenheid een pretest moesten geven.

##### Stap drie
In dit model zijn er vijf taken die gelijktijdig plaatsvinden:
- Bepaling van de strategie: De docent bepaalt een lesstrategie door te beslissen hoeveel informatie er gebruikt moet worden en welke rollen de docent en de leerlingen in het leerproces spelen. De keuze van de strategie varieert van de traditionele, verklarende tot de onderzoekende benadering. [ bronvermelding nodig ]
- Organisatie van groepen: De leerlingen kunnen zelfstandig, in tweetallen of in groepen werken. De groepsgrootte is afhankelijk van de uit te voeren taak. De organisatie van groepen is ook afhankelijk van de doelstellingen en de materialen die gebruikt worden om de inhoud over te brengen.
- Tijdsindeling: De tijdsindeling is afhankelijk van het lesuur en de organisatie van de groepsactiviteit.
- Toewijzing van de ruimte: Dit is afhankelijk van de uit te voeren taak en of de ruimte beschikbaar is tijdens de instructietijd. De leraar kan niet alleen gebruikmaken van het klaslokaal, maar ook van het schoollab, de gymzaal of zelfs de buitenfaciliteiten.
- Selectie van bronnen: De selectie van bronnen is gebaseerd op de doelstellingen van de les. Materialen worden pas als hulpbron beschouwd als er een zinvolle context is voor het gebruik ervan. De docent moet overwegen of de beschikbare middelen ingezet kunnen worden om de leerdoelen te verwezenlijken. Het model suggereert ook dat leraren bestaande bronnen moeten selecteren in plaats van nieuwe bronnen te ontwikkelen. [ bronvermelding nodig ]

##### Stap vier
De vierde stap in dit model is de evaluatie van de prestaties. Bij de evaluatie van de prestaties ligt de nadruk op het meten van de prestaties van studenten en de houding van studenten ten opzichte van de inhoud.  Met andere woorden: de leraar moet de effectiviteit en efficiëntie van het onderwijs bepalen.

###### Stap vijf
De laatste stap in het model is de analyse van de feedback. Om het proces af te ronden, wordt een formatieve revisie uitgevoerd. Op dit punt zal de leraar de studenten informeren over hun prestaties.